# Pajič
Pajič je priimek več znanih Slovencev:
- Boris Pajič (1963—2006), hokejist
- Murajica Pajič (*1961), hokejist
- Rok Pajič (*1985), hokejist